# Lipnik (Bielsko-Biała)

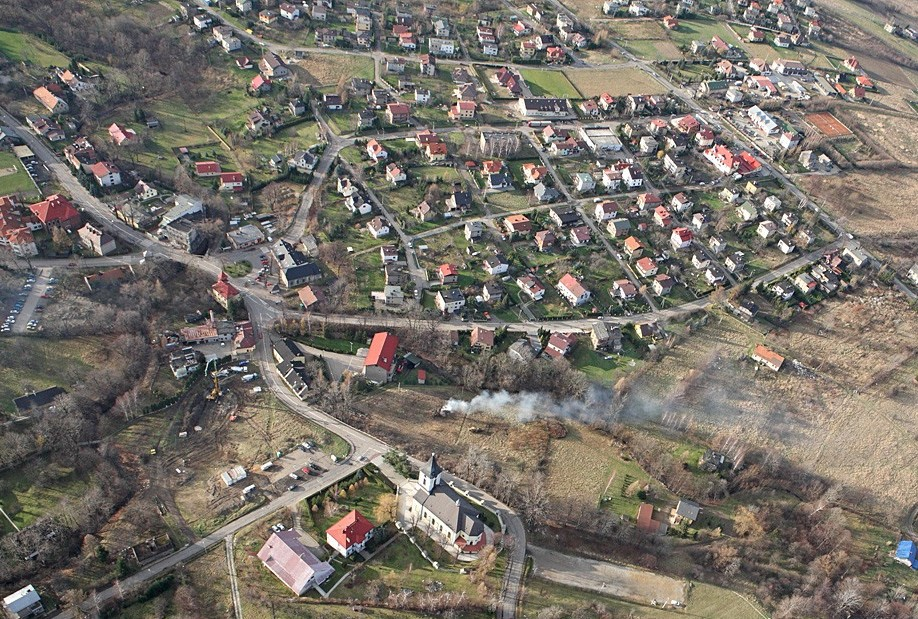
Überblick (2009)

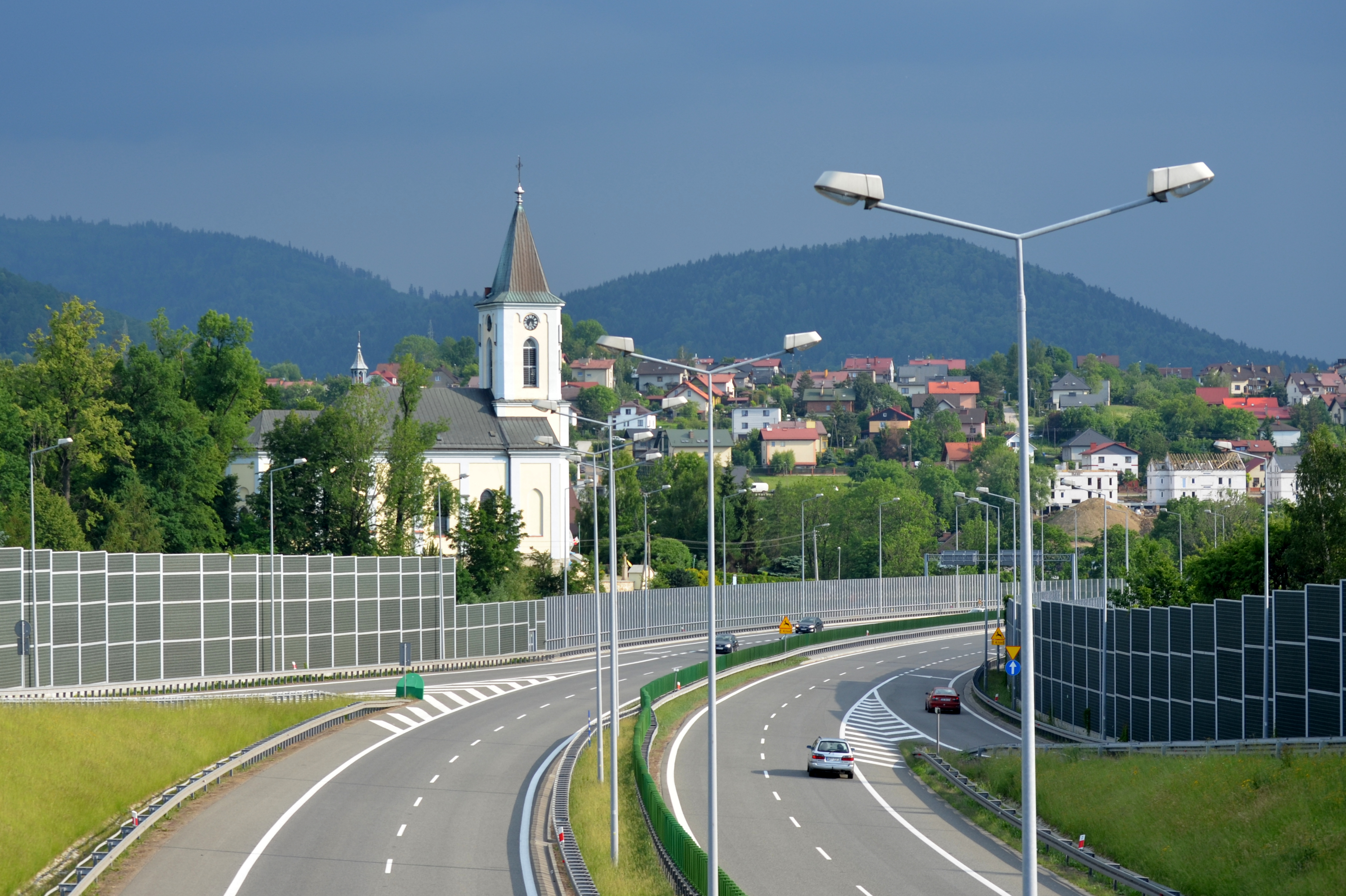
S1 in Lipnik (2018)

Lipnik (deutsch Kunzendorf) ist ein Stadtteil (Osiedle) von Bielsko-Biała in der Woiwodschaft Schlesien in Polen.

## Geographie
Lipnik liegt etwa 3 km östlich des Stadtzentrums, an der Niwka (= deutsch Au-Bach).
Im Jahre 1900 hatte Lipnik (mit Leszczyny) eine Fläche von 2076  ha. Der heutige Stadtteil hat 893,17 ha.
Historisch wurde es zur zwei Teile abgeteilt: Lipnik Dolny (dolny – nieder) und Lipnik Górny (górny – ober).

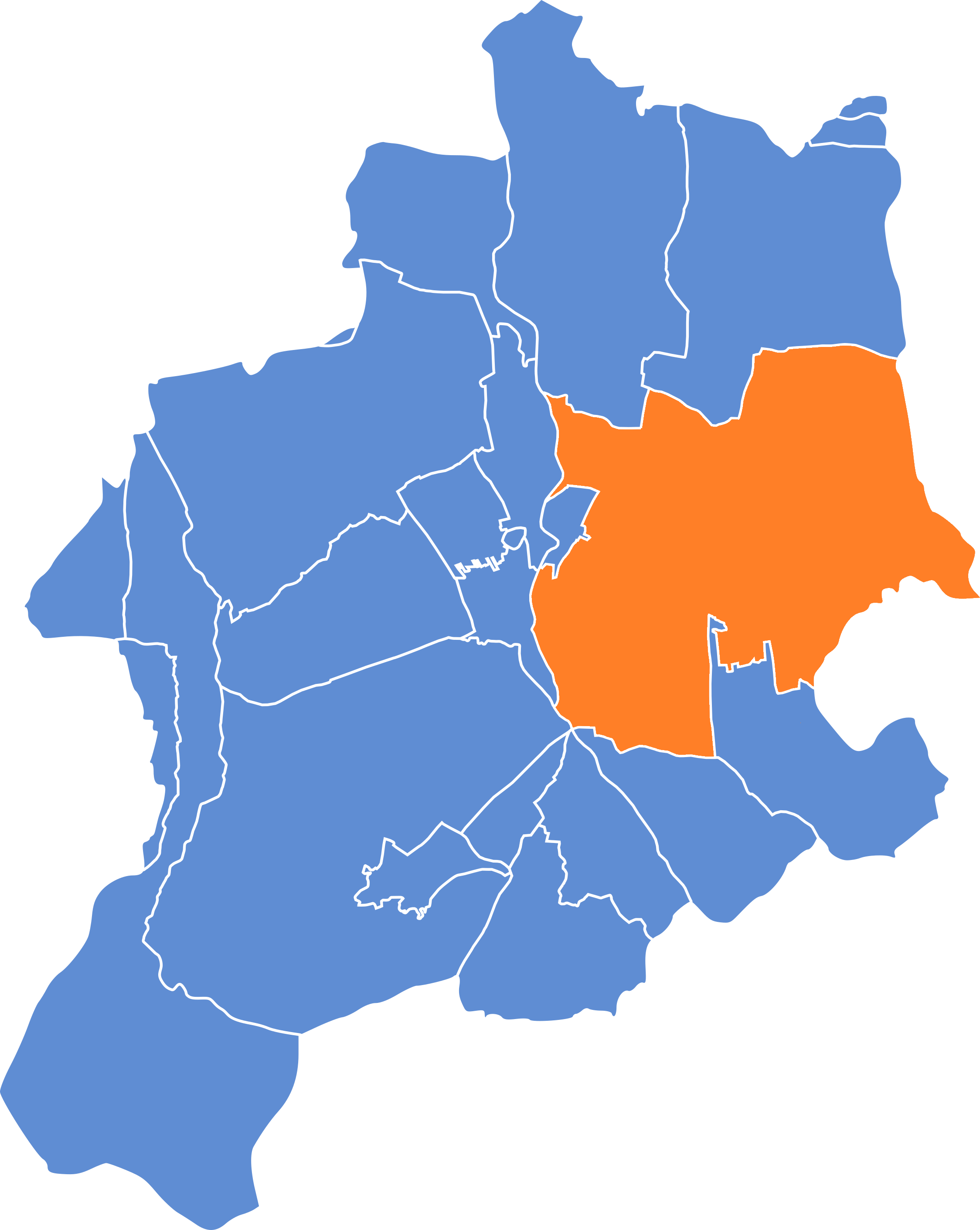
Historische Stadtteil Lipnik (orange)
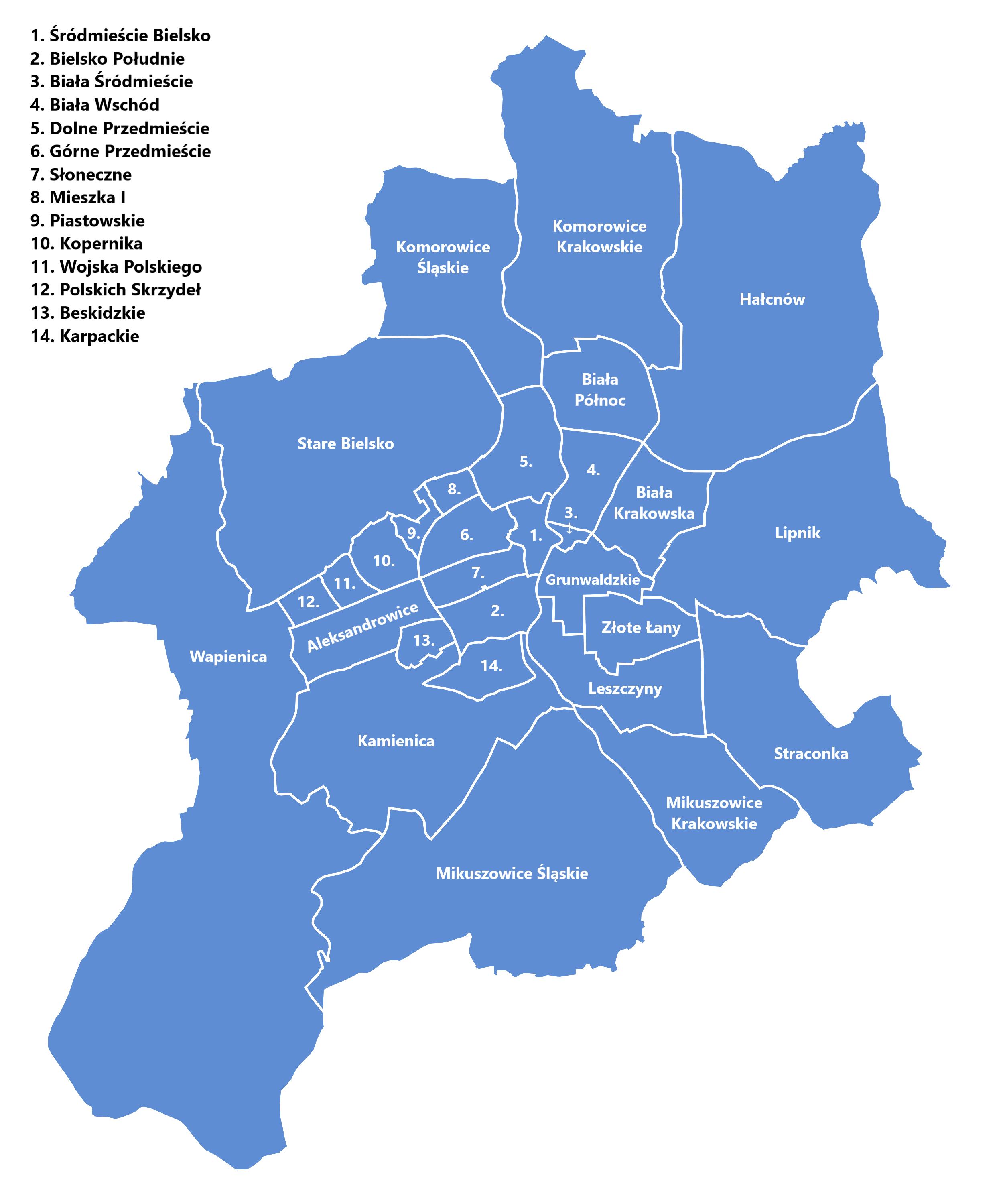
Heutige Stadtteile (Osiedla)

## Geschichte
Der Ort entstand im späten 13. Jahrhundert. Es wurde erstmals urkundlich als die Pfarrei Lipnik im Zehntregister des Jahres 1326 im Dekanat Auschwitz des Bistums Krakau erwähnt. Der ursprüngliche Name ist slawischer Herkunft, abgeleitet von Linden (polnisch lipa). Später erschien der deutsche Name Kunzendorf (Cunczendorff [auch fehlerhaft als Cziraczendorff entziffert] in districtu Osuianczimiensi sitam im Jahre 1443 (Abschrift 1510),) und seitdem wurde das Dorf mit Doppelnamen genannt.
Politisch gehörte das Dorf ursprünglich zum Herzogtum Auschwitz, das ab 1315 in der Zeit des polnischen Partikularismus bestand. Seit 1327 stand das Herzogtum unter der Lehnsherrschaft des Königreichs Böhmen. Im Jahre 1457 wurde das Herzogtum mit dem Dorf Lipnyk von Polen abgekauft.
Im Jahre 1499 wurde es der Sitz einer Starostei. 1548 erhielt Lipnik von König Sigismund II. August das Magdeburger Recht. Der erste Schultheiß in den Jahren 1549 bis 1575 war Walenty Krzyszko. Krzyszko gegründete einige Orte am Rande von Lipnik: Die spätere Stadt Biała im Jahr 1560, Straconka (1550–1560), Międzybrodzie Lipnickie und Leszczyny.
Lipnik/Kunzendorf gehörte zur Bielitz-Bialaer Sprachinsel. Im Jahr 1508 hatten etwa 2/3 der Bewohner Namen deutscher Herkunft. Im Jahr 1617 notierte der Bericht einer bischöflichen Visitation aus Krakau, dass das Dorf von Deutschen und Ketzern [Lutheranern] bewohnt war.
Bei der Ersten Teilung Polens kam Lipnik 1772 zum neuen Königreich Galizien und Lodomerien des habsburgischen Kaiserreichs (ab 1804). Im Jahr 1772 begann der Bau einer Reichsstraße von Wien nach Lemberg durch Lipnik (bisher umging der alte „polnische Weg“ Lipnik im Norden). Im Jahre 1789 wurde die Starostei stillgelegt und Lipnik wurde schrittweise von der Stadt Biała abhängig, später auch an der Grenze mit Biala industrialisiert und urbanisiert.
Im Jahre 1900 hatte das Dorf (ohne Leszczyny) 7643 Einwohner, es waren überwiegend Deutschsprachige (67,7 %), 32,5 % waren polnischsprachig, 81,3 % waren römisch-katholisch, 6,5 % waren Juden und 932 (12,2 %) anderen Glaubens (überwiegend evangelisch).
1918, nach dem Ende des Ersten Weltkriegs und dem Zusammenbruch der k.u.k. Monarchie, kam Lipnik zu Polen.
Lipnik wurde 1925 in die Stadt Biała (seit 1951 Bielsko-Biała) eingemeindet. Im Zweiten Weltkrieg wurde der östliche, dörfliche Teil von Lipnik aus Biała vorübergehend ausgegliedert.

## Persönlichkeiten
- Johannes Volkelt (1848–1930), ein deutscher Philosoph
- Maximilian Singer (1857–1928 oder nach 1936), österreichischer Schriftsteller
- Karol Wojtyła, Sr. (1879–1941), der Vater vom Papst Johannes Paul II.
- Artur Schnabel (1882–1951), ein österreichischer Pianist und Komponist
- Marian Ruzamski (1889–1945), Maler, Zeichner und Kunstpädagoge
- Egon Riss (1901–1964), britischer Architekt österreichischer Herkunft

### Bürgermeister
Bürgermeister von 1867 bis 1925:
- 1867–1877: Jakob Linnert
- 1877–1882: Johan Urbanke
- 1882–1894: Aleksander Gieldanowski
- 1894–1898: Friedrich Piesch
- 1898–1907: Wilhelm Zipser
- 1907–1920: Johan Hoffmann
- 1920–1925: Walter Piesch